# 랄프 커크패트릭

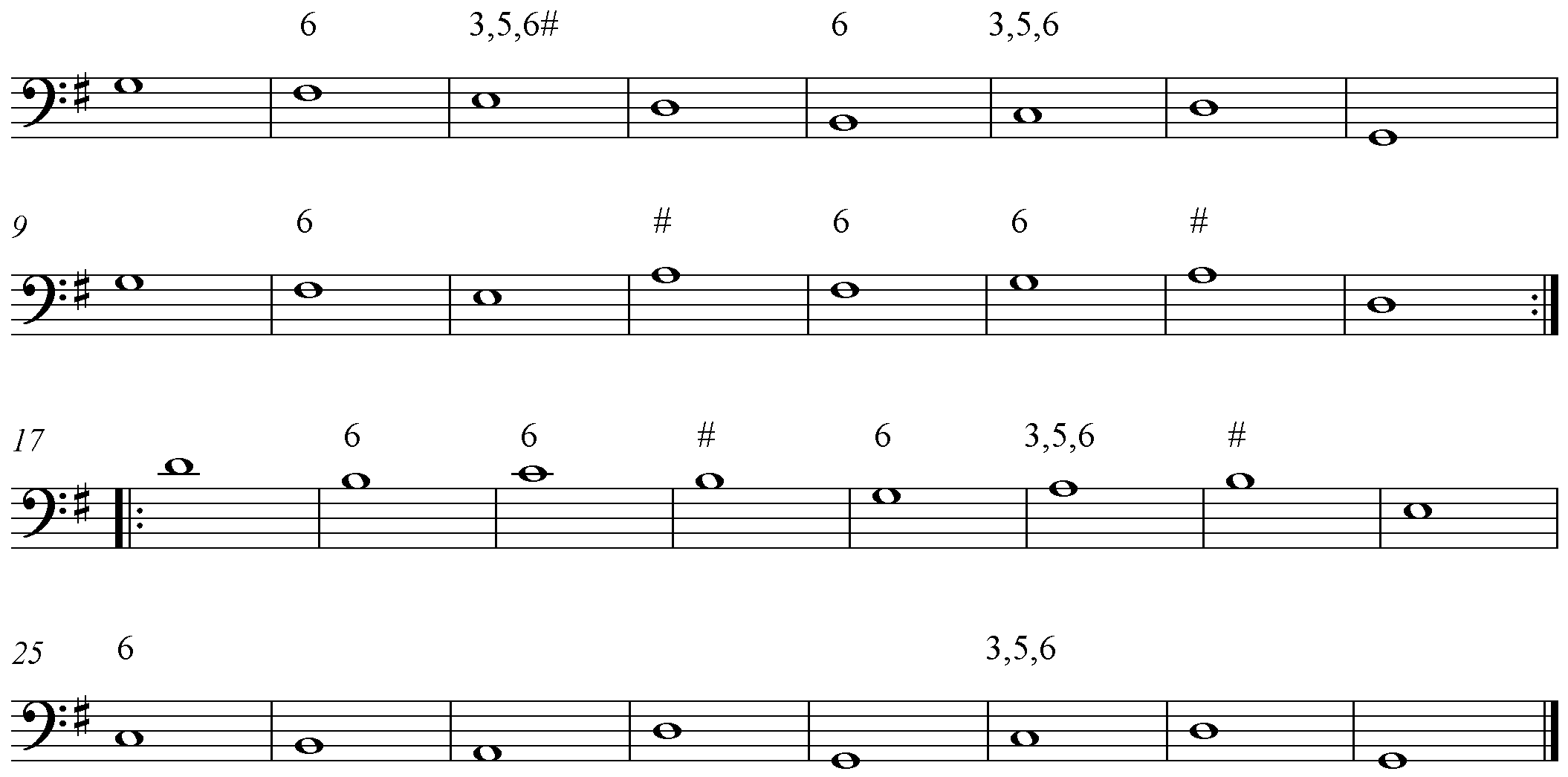

랄프 커크패트릭(Ralph Kirkpatrick, 1911년 6월 10일 ~ 1984년 4월 13일)은 현대 최고의 쳄발로 주자이자 커크패트릭의 스승인 반다 란도프스카와는 색다른 방향을 보이고 있는 미국의 하프시코드의 명수이다. 매사추세츠에서 태어났다. 하버드 대학을 졸업한 후 유럽으로 건너가, 파리에서 란도프스카, 독일에서는 귄터 라민 등에게서 배웠다. 잘츠부르크의 모차르테움 음악원에서 교편을 잡은 일도 있지만, 1940년 예일 대학 강사로 초빙되었다. 그 후로는 주로 미국에서 활약하였다.